# Pablo Herrera Allepuz
Pablo Herrera Allepuz (* 29. Juni 1982 in Castellón de la Plana) ist ein ehemaliger spanischer Beachvolleyballspieler. Er wurde zweimal Europameister und nahm fünfmal an Olympischen Spielen teil, wobei er 2004 die Silbermedaille gewann. Außerdem wurde er mehrfacher Meister seines Heimatlandes im Sand.

## Karriere
Im Alter von 19 Jahren bestritten Pablo Herrera und Raúl Mesa ihr erstes Turnier der FIVB World Tour, konnten bei dieser und den beiden folgenden Veranstaltungen jedoch kein einziges Spiel gewinnen. Bei den U21-Weltmeisterschaften waren die beiden Spanier erfolgreicher. Zunächst erreichten sie 2001 in Le Lavandou den zweiten Platz, ein Jahr später wurden sie in Catania Weltmeister.
2003 starteten Javier Bosma und Herrera gemeinsam bei der Welttour. Bestes Ergebnis war ein neunter Platz auf Mallorca. Im gleichen Jahr hatte der Athlet aus Castellón einen schweren Autounfall und lag drei Tage im Koma. Es war unklar, ob der Spanier jemals wieder Sport auf hohen Niveau treiben könnte. Trotzdem wurde das folgende Jahr zu seinem erfolgreichsten in der ersten Dekade seiner Karriere. Herrera und Bosma gewannen zunächst das Finale bei den Italian Open der European Championship Tour gegen Markus Dieckmann und Jonas Reckermann. Eine Woche später besiegten sie die zu dieser Zeit amtierenden Weltmeister Emanuel Rego und Ricardo Santos im Endspiel der Olympic Garden Open in Lianyungang. Bei den Olympischen Spielen in Athen bezwangen die beiden Spanier in den Gruppenspielen sowohl die schweizerischen Laciga Brüder Martin und Paul als auch die österreichischen Paare Berger / Gosch und Nowotny / Gartmayer. Im Achtelfinale setzten sich Herrera und Bosma gegen die Schweden Björn Berg und Simon Dahl durch, in der folgenden Runde schalteten sie die Kanadier John Child und Mark Heese aus. Im Halbfinale wurden die Australier Julien Prosser und Mark Williams bezwungen. Erst im Finale gegen Emanuel / Santos endete der Siegeszug von Javier Bosma und Pablo Herrera, der im gleichen Jahr die U23 Europameisterschaft mit seinem Jugendpartner Raul Mesa gewann. Mit ihm wurde Herrera 2005 auch Kontinentalmeister der Erwachsenen in Moskau nach Siegen über die Deutschen Christoph Dieckmann / Andreas Scheuerpflug im Semifinale und die Schweizer Patrick Heuscher / Stefan Kobel im Endspiel. In den folgenden beiden Jahren erreichten die spanischen Beachvolleyballer bei der Weltserie einen vierten Platz in Roseto degli Abruzzi sowie fünfte Plätze in Klagenfurt und Paris und belegten den neunten Platz bei der Weltmeisterschaft in Gstaad. 2008 gewannen Mesa und Herrera die Bronzemedaille in Berlin und die Goldmedaille in Kristiansand.
2009 startete der Sportler aus Castellón de la Plana mit Adrián Gavira Collado. Die beiden errangen zweite Plätze in Marseille und Den Haag und wurden Dritte in Gstaad, Stare Jablonki und Sanya. In Stavanger erreichte Herrera mit seinem Partner seine bis dahin beste Platzierung bei einer Weltmeisterschaft. Die beiden wurden Fünfte. Bei allen elf Veranstaltungen der World Tour, an denen sie teilnahmen, waren die Athleten von der Iberischen Halbinsel in den Top Ten. Außerdem gewannen sie zwei Turniere der europäischen Beach-tour und die Bronzemedaille bei den Europameisterschaften in Sotschi.

### 2010
In Brasilia belegten Herrara und Gavira den neunten Platz, in Shanghai wurden sie Fünfte, ehe sie in Rom als Dritte ihre erste Medaille des Jahres gewannen. In Myslowice erreichten sie das Finale, verloren jedoch gegen Rogers und Dalhausser. Anschließend wurden die Spanier Vierte in Stavanger und Åland,
Fünfte in Moskau und Klagenfurt sowie Siebte in Prag. Bei drei weiteren Veranstaltungen wurden  Pablo Herrera und Adrián Gavira noch jeweils Neunte, nur bei den Den Haag Open reichte es nicht zu einer Platzierung unter den ersten zehn Teams.

### 2011–2012
Im ersten Turnier des Jahres in der Hauptstadt Brasiliens belegten die Spanier den neunten Platz. In Shanghai erreichten sie das Halbfinale, verloren jedoch gegen Rogers/Dalhausser und anschließend gegen Brink/Reckermann. Nach dem siebten Platz in Prag scheiterten Herrera/Gavira beim letzten Event vor der Weltmeisterschaft in der chinesischen Hauptstadt im Viertelfinale an den Schweizern Bellaguarda/Heuscher und wurden Fünfte. Bei der WM in Rom belegten sie erneut Platz fünf. In der folgenden Saison erreichten die beiden Spanier in Brasilia das Halbfinale und gewannen die Bronzemedaille in Myslowice, beides waren Open-Turniere.

### 2013
Das folgende Spieljahr wurde zu einem der Erfolgreichsten von Pablo Herrera und Adrian Gavira. Beim Grand Slam in Long Beach erreichten sie das Finale, wurden anschließend in Klagenfurt Europameister nach Siegen über Daniele Lupo und Paolo Nicolai im Halbfinale sowie Aleksandrs Samoilovs/Jānis Šmēdiņš im Endspiel und belegten den Bronzerang im Grand Slam von Berlin. Hinzu kam eine Halbfinalteilnahme in São Paulo, dort fand ebenfalls ein Grand Slam statt.

### 2014–2015
Die beiden spanischen Athleten konnten ihren Europameistertitel nicht verteidigen, verloren im Halbfinale gegen die Letten, gegen die sie im Vorjahr noch das Finale gewonnen hatten, und unterlagen im Spiel um den dritten Platz den Österreichern Clemens Doppler und Alexander Horst. Stattdessen gewannen sie die spanische Meisterschaft. Fünf Viertelfinalteilnahmen bei Grand Slams, die jedoch alle die Endstation bei den Turnieren bedeuteten, waren die weitere Ausbeute für Herrera und Gavira. 2015 kam der Sieg beim Grand Slam in Moskau dazu.

### 2016–2018
2016 erreichten die Sportler aus Südeuropa das Halbfinale beim Major in Gstaad und wurden anschließend Olympianeunte. Ein Jahr später reichte es zum geteilten fünften Platz bei der WM in Wien und zu einer weiteren Landesmeisterschaft in ihrem Heimatland. 2018 gewannen Pablo Herrera und Adrian Gavira das Vier-Sterne-Turniers in Ostrava und erreichten beim höherwertigen Fünf-Sterne-Event in der Schweiz das Finale. Bei der Europameisterschaft im gleichen Jahr gewannen sie nach der Niederlage gegen Anders Mol und Christian Sørum in der Vorschlussrunde gegen die Russen Konstantin Semjonow und Ilya Leshukov in drei Sätzen und sicherten sich so den dritten Platz und damit die Bronzemedaille bei dieser Veranstaltung.

### 2019–2021
Finalteilnahme beim Vier-Sterne-Turnier in Xiamen 2019, EM-Fünfter 2020, Olympianeunter und noch einmal EM-Fünfter 2021, das waren die wichtigsten internationalen Ergebnisse, die Herrera und Gavira in den folgenden drei Jahren erreichten. Hinzu kamen zwei weitere spanische Meistertitel.

### 2022–2024
Bei der Beachvolleyball-Weltmeisterschaft in Rom wurden die Spanier Zweite in der Gruppe G. Anschließend verloren sie ihre erste Hauptrundenbegegnung gegen die Brasilianer Alison Cerutti und Gustavo Carvalhaes und belegten damit den geteilten siebzehnten Platz in der Endabrechnung dieser Veranstaltung.
Zum dritten Mal in Folge war bei einer Beachvolleyball-Europameisterschaft das Viertelfinale Endstation für Pablo Herrera und Adrián Gavira bei der Veranstaltung in München. Nach dem Sieg über die Österreicher Alexander Huber und Christoph Dressler im ersten Gruppenspiel und der Niederlage gegen Michał Bryl und Bartosz Łosiak in der zweiten Begegnung gewann das spanische Duo sowohl gegen Immers/Boermans als auch gegen Adrian Carambula und Enrico Rossi. In einem hart umkämpften Match gegen die späteren Europameister David Åhman und Jonatan Hellvig unterlagen Herrera / Gavira in drei Sätzen und belegten in der Endabrechnung wie schon in den Jahren 2020 und 2021 den geteilten fünften Platz. Es folgten ein weiterer Landesmeistertitel sowie Viertelfinalteilnahmen bei Elite16 Events in Paris und eine Saison später in Doha, ehe beim Challenge in La Paz der nächste Sieg gelang. Dem folgte noch im gleichen Jahr eine Finalteilnahme beim gleichwertigen Wettbewerb in Goa.
Nachdem sie bei Elite16 Turnieren 2024 in Tepic und Wien die Runde der letzten Acht erreicht hatten, wurden Herrera/Gavira Zweite im Pool F bei den Olympischen Spielen und besiegten in der ersten Hauptrunde Bryl / Łosiak in zwei Sätzen, verloren danach jedoch gegen die Bronzemedaillengewinner Mol/Sørum. Auch bei der EM in den Niederlanden standen die Spanier im Viertelfinale. Die anschließende Endspielteilnahme in Hamburg nach dem Vorschlussrundensieg über Boermans/de Groot, gegen die sie in Paris noch verloren hatten, war für sie ihr bestes jemals erzieltes Ergebnis bei einem Elite16. Eine Woche später wurden die Sportler von der Iberischen Halbinsel ein weiteres Mal Landesmeister und gewannen im September das WEVZA Zonal Event in Castellon. Danach trat Pablo Herrera vom Profisport zurück.